# Фёдоров, Василий Петрович (хоккеист)
Василий Петрович Фёдоров (24 августа 1915 — дата смерти неизвестна) — советский хоккеист, нападающий.

## Биография
Родился 24 августа 1915 года. В начале 1930-х годов был принят на работу в Кировский завод в Ленинграде, где в 1933 году начал играть в хоккей с мячом. В 1946 году начал играть в хоккей с шайбой и был принят в состав ХК «Динамо» (Ленинград), играл в его составе в высшей лиге вплоть до 1954 года. В 1954 году он заболел, в связи с этим он на четыре года прервал хоккейную карьеру и только в 1958 году он вернулся в спорт и играл в ХК «Кировец», в том же году он окончательно завершил спортивную карьеру. Провёл 113 матчей и забил 47 шайб, из них 44 — в составе ХК Динамо (Ленинград). Был высокоскоростным технически подготовленным хоккеистом. Являлся одним из самых лучших хоккеистов в годы становления дисциплины хоккей с шайбой в СССР в 1940-х годах. Являлся первопроходцем по применению в атаках скоростных объездов ворот противника.
Дальнейшая судьба неизвестна.